# Historia Amaranthorum
Historia Amaranthorum (abreviado Hist. Amaranth.) es un libro con ilustraciones y descripciones botánicas que fue escrito por el botánico, pteridólogo, micólogo y farmacéutico alemán Carl Ludwig Willdenow. Fue publicado en Zúrich en el año 1790 con el nombre de Historia Amaranthorum, Auctore Carolo Ludovico Willdenow.